# Чанкъръ
Чанкъръ (на турски: Çankırı) е град и административен център на вилает Чанкъръ в централна северна Турция. Населението му е 74 192 жители (2012). Намира се в долина на 800 м н.в. на около 140 км североизточно от Анкара.